# Shawn McEachern
Shawn K. McEachern, född 28 februari 1969, är en amerikansk före detta professionell ishockeyspelare som tillbringade 14 säsonger i den nordamerikanska ishockeyligan National Hockey League (NHL), där han spelade för ishockeyorganisationerna Pittsburgh Penguins, Los Angeles Kings, Boston Bruins, Ottawa Senators och Atlanta Thrashers. Han producerade 579 poäng (256 mål och 323 assists) samt drog på sig 506 utvisningsminuter på 911 grundspelsmatcher. Han spelade också på lägre nivåer för Malmö Redhawks i Elitserien, Kiekko-Esbo (nu Esbo Blues) i Liiga och Boston University Terriers (Boston University) i NCAA.
Han draftades i sjätte rundan i 1987 års draft av Pittsburgh Penguins som 110:e spelaren totalt.
Under större delen av lockoutsäsongen var han assisterande tränare åt Salem International Tigers som är skollaget i ishockey till Salem International University. Direkt efter avslutad spelarkarriär, fick han jobb som assisterande tränare åt Northeastern University:s ishockeylag Northeastern Huskies i NCAA. Det varade fram till 2008 när han valde gå vidare i karriären och bli assisterande tränare för ligakonkurrenten UMass Lowell River Hawks som har sin bas på universitetet University of Massachusetts Lowell. Efter två år på den posten, fick han ett jobberbjudande om att bli chefstränare för The Rivers School:s ishockeylag Rivers Athletics. Han är också vice chef för skolans hela idrottsprogram.